# Nanatka nigrilinea
Nanatka nigrilinea är en insektsart som beskrevs av Cai et Kuoh 1995. Nanatka nigrilinea ingår i släktet Nanatka och familjen dvärgstritar. Inga underarter finns listade.